# Ernest Saintin
Ernest Saintin est un architecte français, né à Versailles le 21 février 1848 et mort à Deauville le 24 décembre 1892.
Actif dans les années 1870 et 1880, on lui doit un certain nombre de constructions de style néo-gothique ou anglo-normand, notamment à Deauville dont il fut l'architecte municipal.

## Biographie
Ernest Julien Saintin nait à Versailles en 1848 d'un père journalier puis jardinier dans le quartier de Montreuil. Il épouse à Deauville en 1880 Gabrielle Barré, fille d'un adjoint au maire de Deauville, dont il aura un fils, Marcel, né en 1881, et une fille, Yvonne, née en 1883 à Versailles, qui épousera en 1904 Maurice Baillet, fils du maire de Versailles Louis-Henri Baillet.
Élève des architectes Blondel et Beaujard, il exerce à partir du milieu des années 1870, et s'installe à la fois à Versailles et à Deauville jusqu'à sa mort en 1892.
Il est enterré au cimetière Notre-Dame de Versailles.

## Réalisations

### Villa Broët ou Griselidis (Deauville,Calvados)
Construite sur le bord de mer sur un terrain acheté en 1871 par le banquier parisien Jules Henri Louis Tenré, père de Henry Tenré, de style éclectique, mêlant pignons à redents, bow-windows et références à l'architecture médiévale,. La villa subsiste aujourd'hui entre le boulevard Eugène Cornuché et la rue Jean Mermoz.

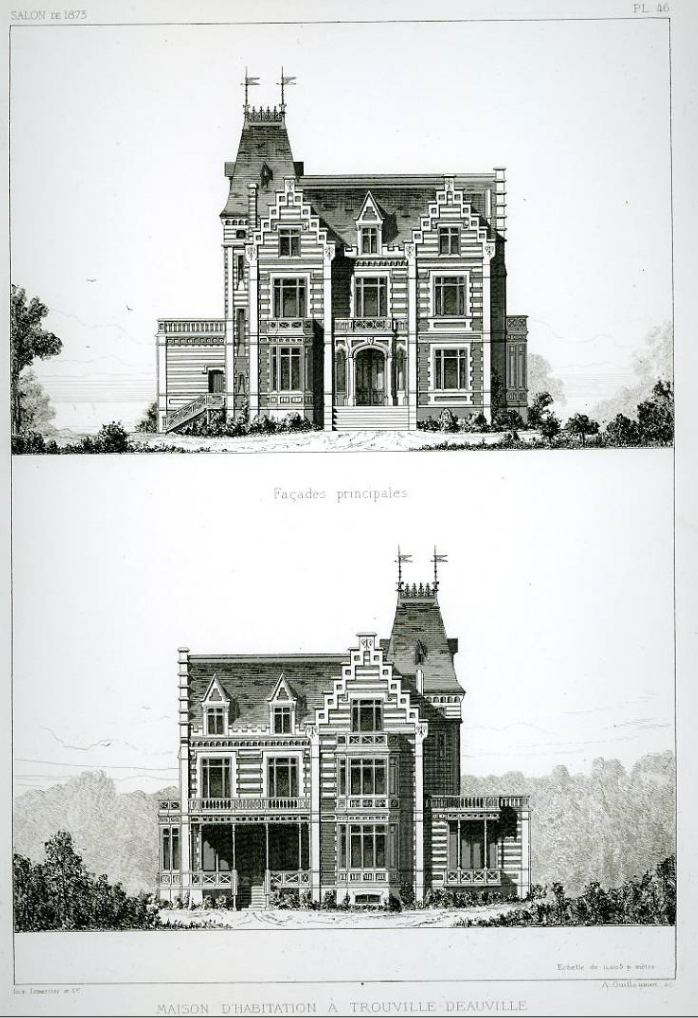
Villa Broët ou Griselidis à Deauville

### Château Gabriel(Benerville-sur-Mer,Calvados)
Construit en 1874 et achevé en 1883, il fut la propriété de Gaston Gallimard puis d'Yves Saint-Laurent et de Pierre Bergé qui l'achetèrent en 1983.

### Villa La Hutte (Deauville,Calvados)
Construite sur le bord de mer en 1876 pour un descendant d'Achille Fould, et détruite à la fin du XXe siècle.

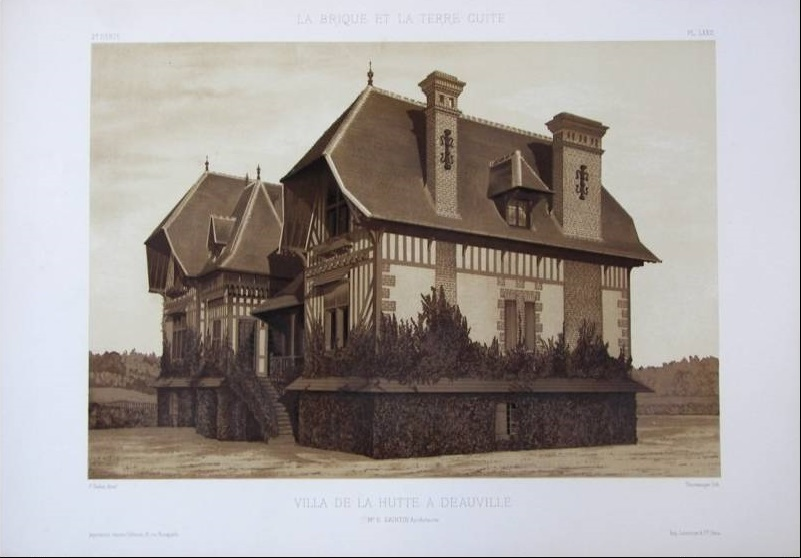
Villa La Hutte à Deauville

### Mairie deDeauville(Calvados)
Elle fut construite entre 1879 et 1881 sur les plans de Saintin. À l'origine en brique et pierre, elle fut 'normandisée' dans la seconde moitié du XXe siècle.

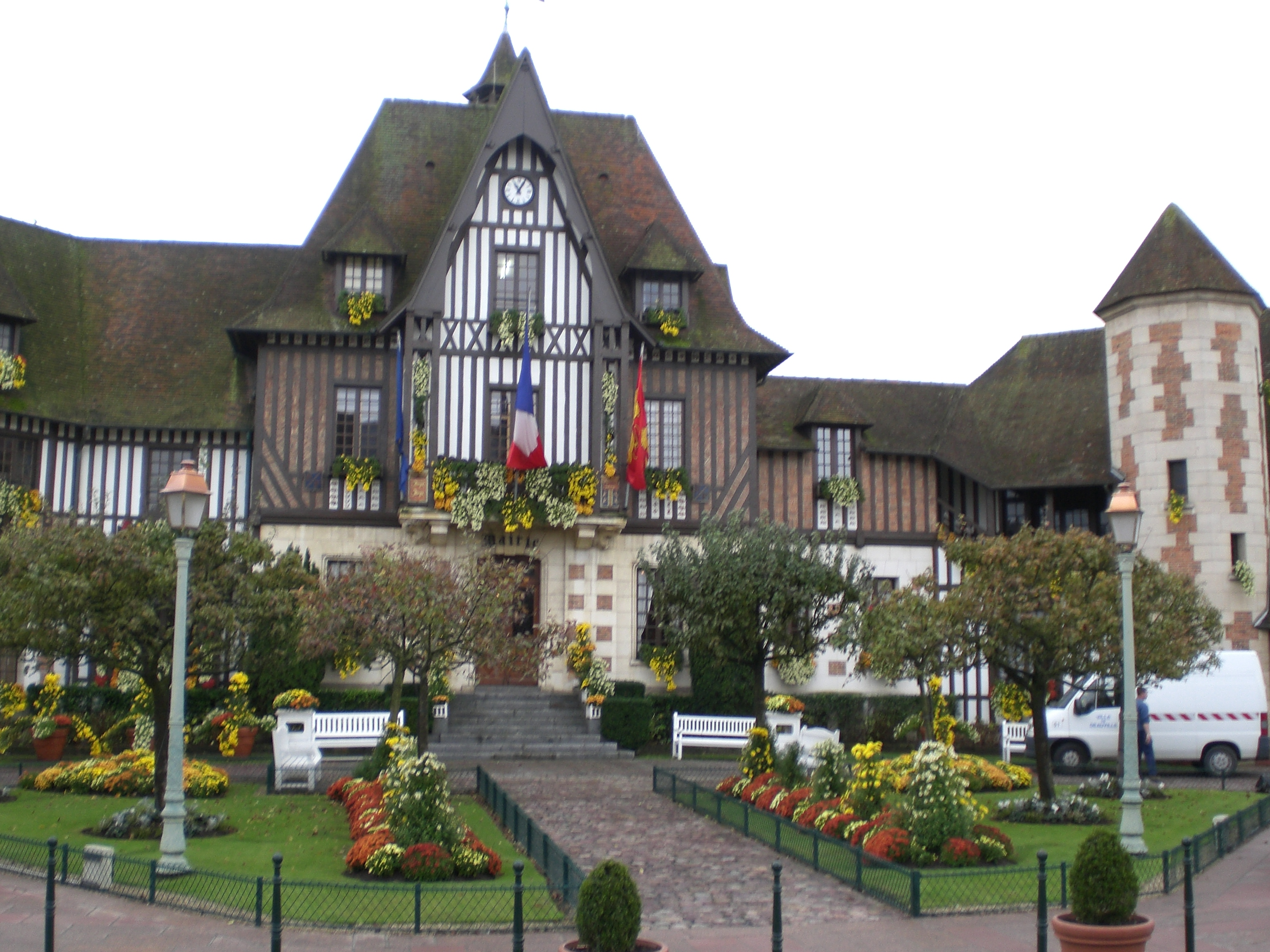
Mairie de Deauville

### Hôtel particulier àPassy(Paris)
Hôtel de style néo-gothique construit 12 rue Théry (aujourd'hui rue de Montevideo) en 1880 pour Mademoiselle Vigna, démoli en 1913 pour laisser place à un groupe d'immeubles.

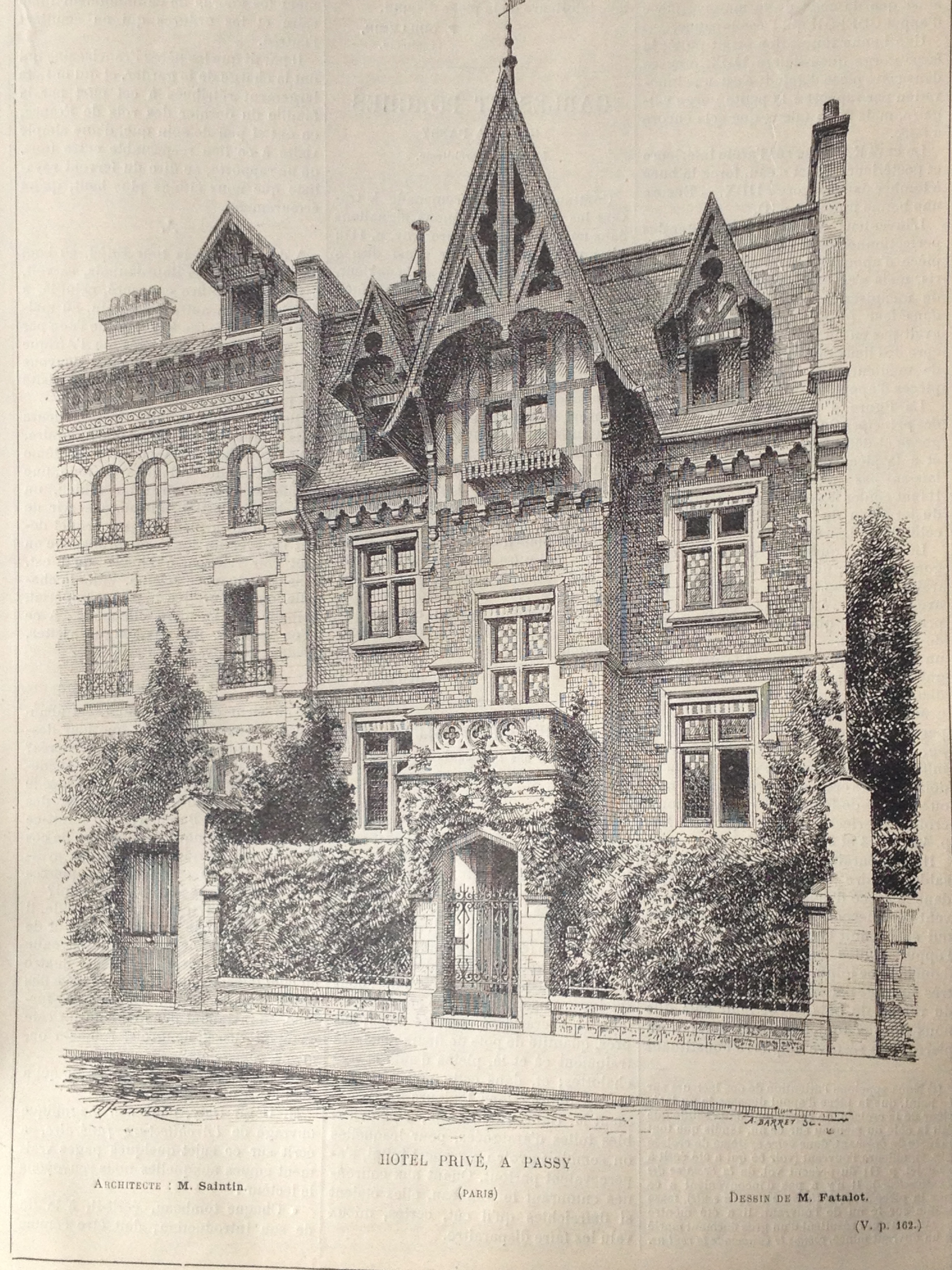
Hôtel particulier à Passy

### École municipale deDeauville(Calvados)
Remaniée à plusieurs reprises, elle fut agrandie par Saintin en 1883.

### Villa La Hutte (Versailles,Yvelines)
Construite en 1892, année de la mort de Saintin, sur une parcelle issue du lotissement du parc de la Villa Moricet, pour Armand François Didier, entrepreneur versaillais. La construction, de style anglo-normand, reprend de nombreux éléments de la villa homonyme de Deauville.

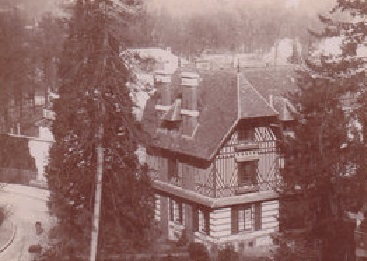
La Hutte à Versailles